# Сені
Се́ні — село в Україні, у Решетилівській міській громаді Полтавського району Полтавської області. Населення становить 198 осіб. До 2016 орган місцевого самоврядування — Решетилівська селищна рада.

## Історія
12 червня 2020 року, відповідно до розпорядження Кабінету Міністрів України № 721-р «Про визначення адміністративних центрів та затвердження територій територіальних громад Полтавської області», село увійшло до складу Решетилівської міської громади.
19 липня 2020 року, в результаті адміністративно — територіальної реформи та ліквідації Решетилівського району, село увійшло до складу новоутвореного Полтавського району Полтавської області.

## Населення

### Мова
Розподіл населення за рідною мовою за даними :
| Мова       | Кількість | Відсоток |
| ---------- | --------- | -------- |
| українська | 194       | 97.98 %  |
| російська  | 4         | 2.02 %   |
| Усього     | 198       | 100 %    |

## Географія
Село Сені знаходиться на лівому березі річки Говтва, вище за течією на відстані 1 км розташоване місто Решетилівка, нижче за течією на відстані 1,5 км розташоване село Пасічники, на протилежному березі — село М'якеньківка. Річка в цьому місці звивиста, утворює лимани, стариці та заболочені озера. Через село проходить автомобільна дорога Н31.